# Abacetus angustatus
Abacetus angustatus is een keversoort uit de familie van de loopkevers (Carabidae). De wetenschappelijke naam van de soort is voor het eerst geldig gepubliceerd in 1853 door Klug. De typelocatie is Sena, Mozambique. Deze soort wordt in het ondergeslacht Distrigus geplaatst.